# انیک (شهر)
latitudeانیک (شهر)longitudeانیک (شهر)
انیک (به انگلیسی: Alnwick) (‎i‎/ˈænɪk/‎) یک شهرک در بریتانیا است که در نورث‌آمبرلند واقع شده‌است.

## خصوصیات
انیک ۷٬۹۵۰ نفر جمعیت دارد.